# RaumK
raumK ist ein im Großraum Karlsruhe und Ettlingen erscheinendes Nachrichtenmagazin mit dem Schwerpunkt auf kulturellen Veranstaltungen, insbesondere aus den Bereichen Bildende Kunst, Literatur, Theater und Musik.
Es erscheint monatlich zum Monatsanfang in einer Auflage von 20.000 Exemplaren und wird gratis durch Auslage in Kunstvereinen, Galerien, Museen, Hochschulen,  Buchhandlungen und Hotels vertrieben. Im redaktionellen Teil befinden sich vor allem Berichte aus dem kulturellen Leben Karlsruhes, Ettlingens und der Region, wie Interviews, Buchrezensionen und Ausstellungsbesprechungen. Regelmäßig findet auch zeitgenössische Lyrik in raumK  ein Forum.
raumK wird im Vierfarben-Rotationsdruckverfahren hergestellt und hat in der Regel einen Umfang von 16 bis 18 Seiten.